# Potravinářství

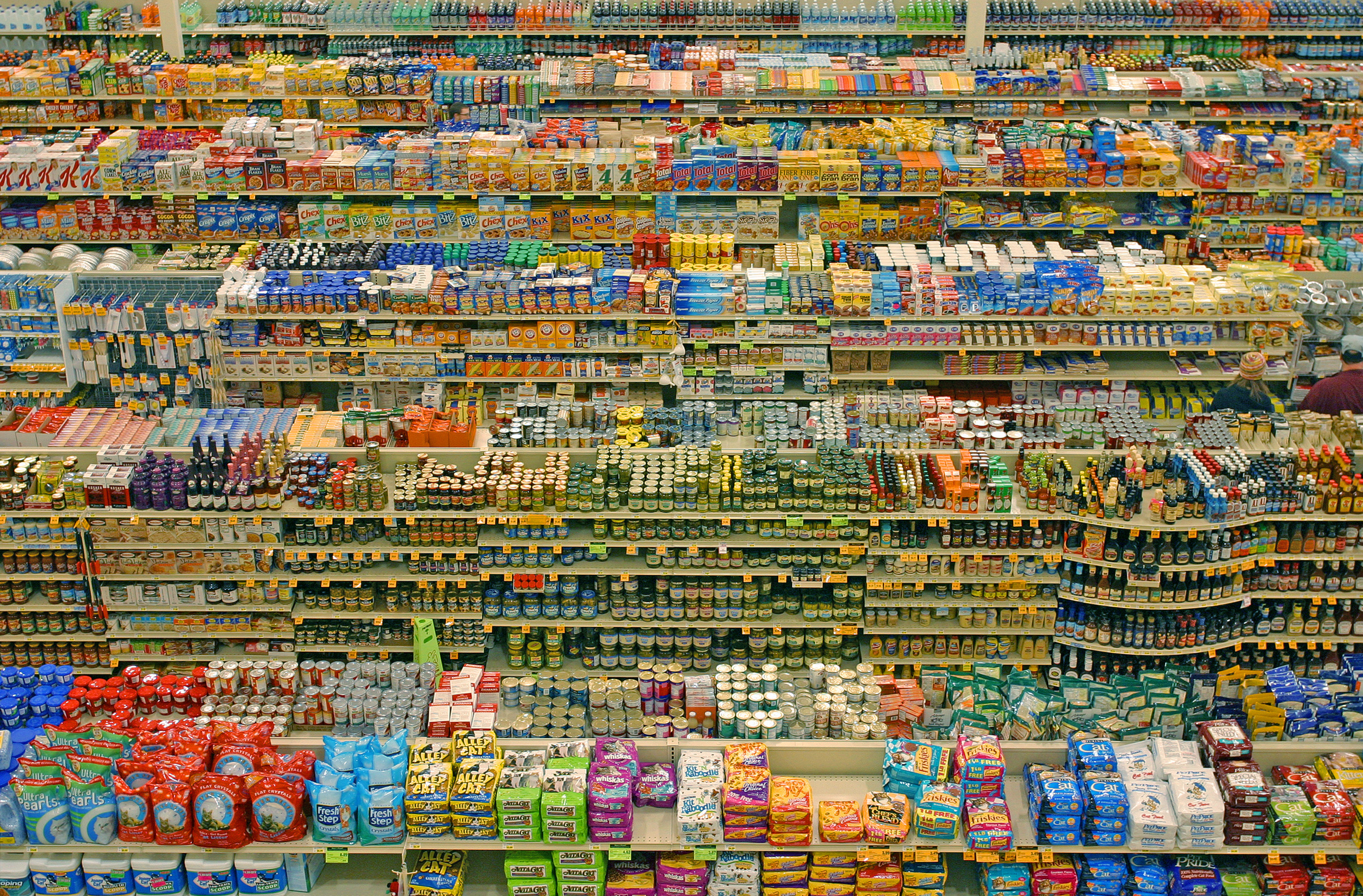
Supermarket v Portlandu (USA)

Potravinářství je průmyslový i zemědělský (výrobní) obor, který se zabývá zpracováním živočišných anebo rostlinných surovin za účelem výroby potravin.
Produkované potraviny lze rozdělit do několika základních kategorií:
- Masný průmysl (a to včetně drůběžářství)
- Mlékárenský a tukový průmysl
- Zpracování obilovin a výroba pečiva (kupř. mlýnský průmysl, pekárenství a cukrárenství)
- Konzervárenství
- Zpracování zeleniny
- Výroba nápojů (například lihovarnictví, pivovarnictví, a vinařství)

Produkci potravin lze rozdělit podle stádia výroby do několika částí:
- Příjem a kontrola kvality suroviny
- Základní zpracování suroviny, příp. uskladnění
- Výroba produktů a meziproduktů
- Balení a skladování
- Expedice

Během celého procesu výroby, který byl výše popsán je nutná laboratorní kontrola kvality a zajištění zdravotní nezávadnosti výsledného produktu.

## Potravinářské provozy
- cukrovar
- čokoládovna
- jatka
- konzervárna
- mlékárna
- mlýn
- lihovar
- pekárna
- pivovar
- sušárna
- udírna
- vinařství